# Astragalus brachytropis
Astragalus brachytropis är en ärtväxtart som först beskrevs av John Stevenson, och fick sitt nu gällande namn av Carl Anton von Meyer. Astragalus brachytropis ingår i släktet vedlar, och familjen ärtväxter. Inga underarter finns listade i Catalogue of Life.